# 伊良部明美
伊良部 明美（いらべ あけみ）は、静岡県出身の女子大生レポーター。身長156cm（第2日本テレビ内のプロフィールより）。獅子座。血液型はO型。愛称は「あけちゃん」。

## 略歴
- 2008年1月に日本テレビの早朝番組「Oha!4 NEWS LIVE」のJDとしてレギュラー出演。2009年3月23日のOha!4 NEWS LIVEをもってOha!4 JDを卒業。

## 人物
- 2009年現在S女子大学3年生（cancamHPより）
- 特技はピアノと陸上競技。
- 得意料理はポトフとタコライスとのこと
- 英語検定準2級、DJライセンス3級、MDライセンス3級をそれぞれ所持。

## 過去の出演番組
- Oha!4 NEWS LIVE（日本テレビ、月曜日担当、2008年4月 - 2009年3月23日）
- もっと!もっと!Oha!4 JD隊

### Oha!4 JD
- 菅緑
- 渡部真希子
- 佐々木瞳
- 網野真弓